# صيفي بن سواد
صيفي بن سواد صحابي من الأنصار، شهد بيعة العقبة الثانية، ولم يشهد غزوة بدر، وشهد غزوة أحد.

## سيرته
هو صَيْفِيّ بن سَواد بن عَبَّاد بن عمرو بن غَنْم بن سَوَاد بن غَنْم بن كعب بن سَلمة الأَنصاري السلمي، أمّه أمه حُميمةُ بنت عُبَيد بن أبي كعب بن سَوَاد من بني سَلِمة. وَلَدَ صَيْفِيُّ: محمدًا، وأُمّهُ حِبَّةُ بنت عمرو بن حصن. ويحيى وعبدَ الله، وأُمُّهما أم حكيم بنت النَّضر، وهي عَمّةُ أنس بن مالك.
شهد صيفي بيعة العقبة الثانية مع السبعين من الأنصار، ولم يشهد غزوة بدر، بينما قال عروة بن الزبير: إِنه شهد بدرًا، وشهد غزوة أحد.